# Biblioteca escolar

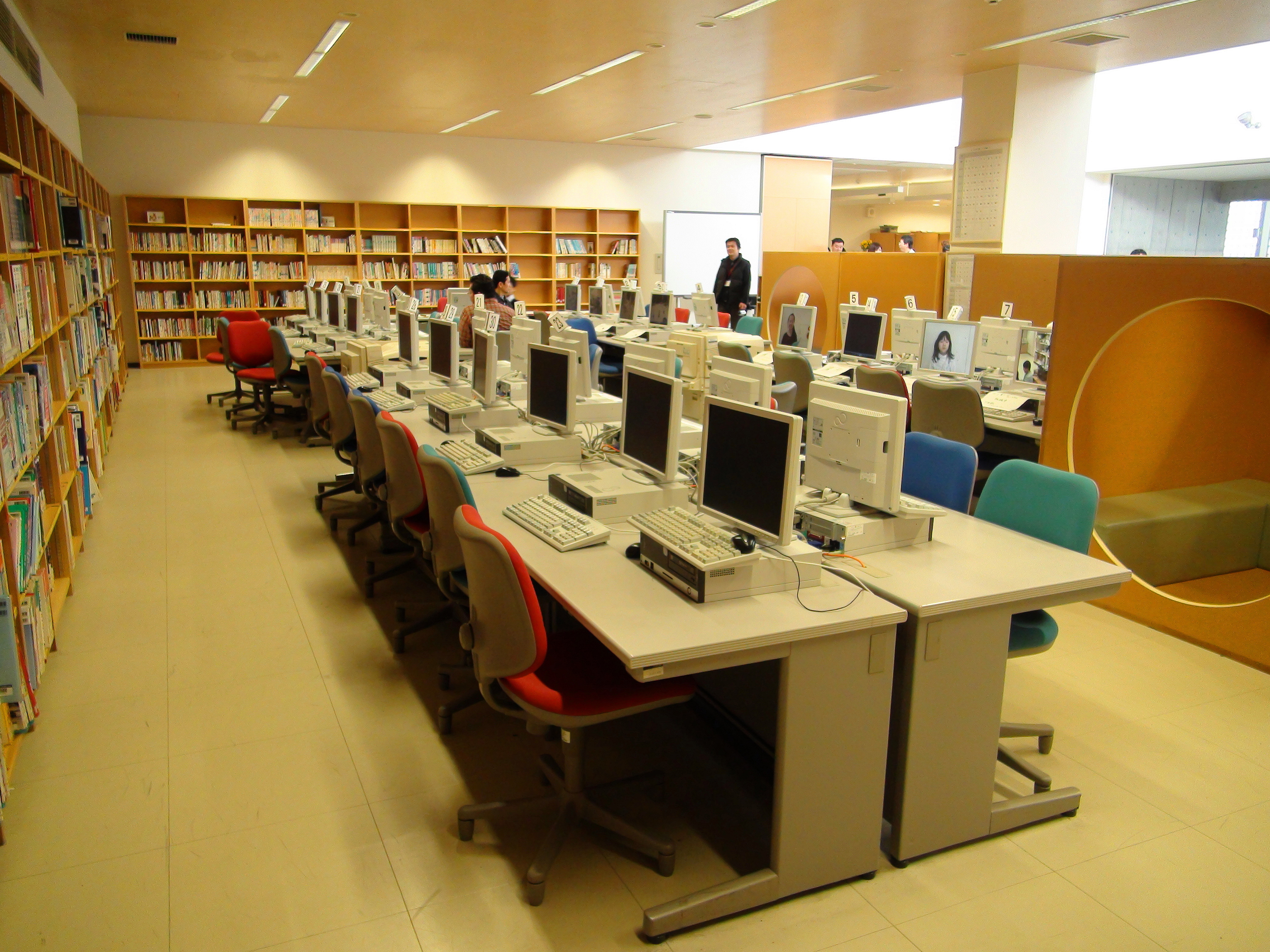
Biblioteca escolar al Japó

La biblioteca escolar és un espai de convivència educatiu i dinàmic, integrat en la vida quotidiana d'una escola. El servei s'adreça als membres d'una comunitat educativa: alumnes, professorat i personal rellevant en el desenvolupament del projecte educatiu del centre per al desenvolupament curricular. En un centre educatiu, la biblioteca proporciona informació i idees que són fonamentals per a funcionar amb èxit en la nostra societat, cada cop més basada en la informació i el coneixement. La biblioteca escolar dota els estudiants d'habilitats d'aprenentatge que li seran útils al llarg de la vida i desenvolupa la seva imaginació, permetent-los d'aquesta forma viure com a ciutadans responsables.

## Objectius
D'entre els seus objectius destaquen:
- Donar suport continuat als programes d'ensenyament i impulsar els canvis educatius
- Possibilitar l'accés a la més ampla varietat possible de recursos i serveis.
- Dotar els estudiants de les tècniques perquè siguin capaços d'obtenir i fer servir la màxima diversitat de recursos i serveis.
- Educar els alumnes per ser usuaris eficaços de biblioteca al llarg de tota la vida, amb l'objectiu de passar-ho bé, informar-se i aprendre contínuament.[3]

La Biblioteca Escolar hauria de possibilitar la col·laboració amb altres biblioteques públiques o centres de documentació, així com oferir un espai al servei de la comunitat educativa (alumnes, docents i famílies).

## Recursos i serveis
Una col·lecció raonable de recursos impresos ha de comptar amb deu llibres per alumne. La biblioteca escolar més petita hauria de tenir almenys 2500 títols rellevants i actualitzats per assegurar un fons de llibres equilibrat per a totes les edats, habilitats i backgrounds personals. Almenys un 60% del fons hauria de consistir en recursos d'informació, no novel·lístics ni de ficció, relacionats amb el currículum acadèmic.
A més, la biblioteca escolar hauria d'adquirir materials pel lleure com novel·les d'èxit, música, jocs d'ordinador, audiovisuals, revistes i pòsters. Aquests tipus de materials poden seleccionar-se en cooperació amb els estudiants per assegurar que reflecteixen els seus interessos i cultura, sense traspassar els límits raonables dels estàndards ètics.
La gamma de serveis ha d'incloure l'accés a recursos electrònics d'informació que recullin tant el currículum com la cultura i els interessos dels usuaris, esdevenint una biblioteca digital. Els recursos electrònics haurien d'incloure l'accés a Internet, a bases de dades referencials i a text complet, així com a paquets d'objectes d'aprenentatge i afavorinit els recursos educatius en obert.
D'altra banda, la biblioteca proporciona eines i estratègies per fomentar la competència en l'ús de la informació i fer que aquesta competència esdevingui un escenari formatiu a l'abast de l'alumnat i del professorat. Per això, desenvolupa programes específics de formació que garanteixen que tot l'alumnat pot desenvolupar aquestes competències.
L'organització de l'espai de la Biblioteca Escolar hauria de complir les condicions següents:
- Ser espais socials.
- Ser espais atractius pels usuaris.
- Fomentar un ús multifuncional.
- Fomentar la recerca i la construcció del coneixement.

## Funcions
Les funcions principals de la Biblioteca Escolar són:
- Promoure la lectura: tenint en compte la identificació de possibles no lectors, fent visibles la lectura i els llibres al centre, ajudant a identificar preferències lectores i a definir un itinerari lector personal, donant suport al temps de lectura en veu alta,[7] ajudant a compartir lectures, fomentant experiències lectores a les matèries i reflectint la diversitat lingüística de l'aluminat.[8]
- Ajudar a desvetllar la curiositat pels llibres; oferir novetats.
- Orientar a la comunitat educativa en la selecció literària.
- Facilitar que els i les alumnes es formin al seu ritme, atenent a la diversitat.
- Permetre ampliar les explicacions i continguts treballats a l'aula, segons els seus interessos.
- Orientar el treball amb documents de suports i característiques diverses, així com a destriar, contrestar i manejar la informació.
- Familiaritzar-se en l'ús d'altres biblioteques públiques o privades, formar usuaris autònoms i facilitar l'accés als seus recursos.
- Despertar el gust per la lectura.
- Facilitar al professorat la preparació de material docent.
- Facilitar eines per la formació continuada dels docents.

Altres actuacions que es poden dur a terme són: Narració de contes i lectura de textos, planificació d'activitats per a la diversitat lingüstica i cultural per a la integració de l'alumnat nou vingut, trobades amb autors/es i il·lustrador/es, itineraris de lectura organitzats conjuntament per la Institució de les Lletres Catalanes del Departament de Cultura i el Departament d'Educació, clubs de lectura, tallers d'interpretació poètica i recital de poesia que comptin amb trobades amb poetes, presentació de guies de lectura i recomanacions de llibres, presentació de novetats bibliogràfiques, aparador de novetats tecnològiques a càrrec de professionals de l'àmbit educatiu, cultural i tecnològic; habilitar ordinadors de les biblioteques que comptin amb la web recomanada de la setmana, bloc conjunt dinamitzat per diferents biblioteques, activitats de ràdio i televisió entorn a la lectura, exposicions, organitzar mostres de treballs que es facin a l'escola, iniciatives orientades a les famílies dels alumnes, promoció d'activitats entorn a la narració oral (contes, cantarelles, cançons...) etc.

## Biblioteca escolar i èxit educatiu
Un gran nombre d'articles, realitzats preferentment en l'àmbit anglosaxó, han demostrat que les biblioteques escolars tenen un impacte positiu en l'èxit educatiu. Les seves conclusions estableixen que els estudiants amb accés a una biblioteca ben fonamentada, que disposi de programes formatius estructurats i d'un especialista qualificat, van aconseguir millors resultats en les avaluacions de lectura, independentment del seu estatus socioeconòmic. D'altra banda, un estudi realitzat a Ohio va revelar que el 99,4% dels estudiants enquestats creu que els seus bibliotecaris escolars i programes de mitjans de la biblioteca de l'escola van ajudar a tenir èxit a l'escola. Un informe que va portar a conclusions similars ha estat elaborat per Michele Lonsdale a Austràlia en 2003.
Un recent l'informe realitzat a Escòcia identifica els elements de la biblioteca escolar que contribueixen a un aprenentatge més efectiu:
- Un bibliotecari a temps complet, qualificat, proactiu i amb funcions de gestió.
- El personal de suport per dur a terme tasques rutinàries que permetin al bibliotecari realitzar activitats de formació, col·laboració i promoció, així com tasques professionals de desenvolupament de la col·lecció.
- Una biblioteca que facilita l'accés físic i virtual als recursos, a la biblioteca, a les aules i a casa, en horari lectiu i fora d'ell.
- Una col·lecció física i virtual adequada, actualitzada, diversa, que dona suport al pla d'estudis i atén les necessitats de l'oci dels estudiants.
- La tecnologia en xarxa per facilitar l'accés i l'ús de la informació, i la construcció del coneixement i la seva difusió.
- La formació d'estudiants i mestres, en funció de les necessitats individuals i curriculars, que abasta continguts de les assignatures, l'alfabetització informacional i els interessos propis de lectura.
- La col·laboració amb els docents, la direcció del centre, altres bibliotecaris i altres agents externs per garantir l'oferta de serveis més adequats de suport a l'aprenentatge.

## Biblioteques escolars a Catalunya
Si deixem de banda l'existència de fons als centres educatius religiosos, la implantació de les biblioteques escolars a Catalunya cal situar-la als inicis dels anys 20, relacionada amb els corrents pedagògics de l'Escola nova i, en especial, a iniciatives com el Patronat Escolar de l'Ajuntament de Barcelona. El franquisme suposà una aturada en aquesta expansió, que no es reprendrà fins als anys 60, afavorida pels corrents de renovació pedagògica, i que es materialitzarà en l'aparició de noves biblioteques escolars en les anomenades escoles actives. No serà fins als anys vuitanta que es reprendran accions per la creació i consolidació de les biblioteques escolars com ara la creació de l'associació l'Amic de Paper. No obstant, la primera llei de Biblioteques del Parlament de Catalunya de 1981 les exclou explícitament i no adquireixen naturalesa jurídica fins a l'aprovació de la Llei de 18 de març del sistema bibliotecari de Catalunya, que en el seu article 44 estableix que s'ha d'establir una biblioteca en els centres d'ensenyament no universitari, com a part integrant de l'ensenyament i en col·laboració amb el sistema de lectura pública. Tot i que l'esmentat article especifica que s'hauran de promulgar normes específiques sobre l'organització, l'activitat i el finançament de les biblioteques dels centres públics d'ensenyament, aquest reglament no s'ha arribat a materialitzar mai. Des del 2005 la Generalitat de Catalunya promou el programa Puntedu, de millora de les biblioteques escolars, que fins al 2011 ha arribat a un total de 1062 centres de tot Catalunya